# Finale du Grand Prix IAAF 1994
Navigation
Édition précédente Édition suivante
La 10e Finale du Grand Prix de l'IAAF s'est déroulée le 3 septembre 1994 au Stade Charléty de Paris. Dix-sept épreuves figurent au programme (9 masculines et 8 féminines).

## Classement général

### Hommes
1. Noureddine Morceli : 78 points
2. Samuel Matete : 72 points
3. Mike Conley : 72 points

### Femmes
1. Jackie Joyner-Kersee : 72 points
2. Svetla Dimitrova : 72 points
3. Sonia O'Sullivan : 72 points

## Résultats

### Hommes
| Épreuves          | Or                                       | Argent                                  | Bronze                              |
| ----------------- | ---------------------------------------- | --------------------------------------- | ----------------------------------- |
| 100 m             | Dennis Mitchell États-Unis 10 s 12       | Linford Christie Royaume-Uni 10 s 13    | Jon Drummond États-Unis 10 s 18     |
| 400 m             | Derek Mills États-Unis 45 s 22           | Antonio Pettigrew États-Unis 45 s 26    | Samson Kitur Kenya 45 s 37          |
| 1 500 m           | Noureddine Morceli Algérie 3 min 40 s 89 | Vénuste Niyongabo Burundi 3 min 41 s 72 | Abdi Bile Somalie 3 min 42 s 24     |
| 5 000 m           | Khalid Skah Maroc 13 min 14 s 63         | Khalid Boulami Maroc 13 min 14 s 64     | Moses Kiptanui Kenya 13 min 14 s 93 |
| 400 m haies       | Samuel Matete Zambie 48 s 02             | Derrick Adkins États-Unis 48 s 05       | Stéphane Diagana France 48 s 64     |
| Saut en hauteur   | Javier Sotomayor Cuba 2,33 m             | Troy Kemp Bahamas 2,33 m                | Dragutin Topic Yougoslavie 2,30 m   |
| Triple saut       | Mike Conley États-Unis 17,68 m           | Oleg Sakirkin Kazakhstan 17,17 m        | Vasiliy Sokov Russie 16,87 m        |
| Lancer du poids   | Randy Barnes États-Unis 20,60 m          | C.J. Hunter États-Unis 20,50 m          | Gregg Tafralis États-Unis 20,49 m   |
| Lancer du marteau | Andrey Abduvaliyev Tadjikistan 81,46 m   | Igor Astapkovich Biélorussie 79,54 m    | Vasiliy Sidorenko Russie 79,12 m    |

### Femmes
| Épreuves          | Or                                      | Argent                                  | Bronze                                     |
| ----------------- | --------------------------------------- | --------------------------------------- | ------------------------------------------ |
| 100 m             | Merlene Ottey Jamaïque 10 s 78          | Gwen Torrence États-Unis 10 s 82        | Irina Privalova Russie 11 s 02             |
| 400 m             | Marie-José Pérec France 49 s 77         | Cathy Freeman Australie 50 s 04         | Maicel Malone États-Unis 50 s 33           |
| 1 500 m           | Angela Chalmers Canada 4 min 1 s 61     | Hassiba Boulmerka Algérie 4 min 1 s 85  | Yekaterina Podkopayeva Russie 4 min 1 s 92 |
| 5 000 m           | Sonia O'Sullivan Irlande 15 min 12 s 94 | Lyudmila Borisova Russie 15 min 14 s 61 | Alison Wyeth Royaume-Uni 15 min 15 s 45    |
| 100 m haies       | Svetla Dimitrova Bulgarie 12 s 66       | Yuliya Graudyn Russie 12 s 79           | Aliuska López Cuba 12 s 86                 |
| Saut en longueur  | Jackie Joyner-Kersee États-Unis 7,21 m  | Inessa Kravets Ukraine 6,98 m           | Heike Drechsler Allemagne 6,83 m           |
| Lancer du disque  | Ilke Wyludda Allemagne 65,84 m          | Mette Bergmann Norvège 64,72 m          | Ellina Zvereva Biélorussie 63,96 m         |
| Lancer du javelot | Natalya Shikolenko Biélorussie 68,26 m  | Trine Hattestad Norvège 67,04 m         | Claudia Isaila Roumanie 66,56 m            |